# Juan Felipe Silveira Gramont
Juan Felipe Silveira Gramont (* 1957 in Maldonado; † 2009 in Montevideo) war ein uruguayischer Komponist und Musikpädagoge.

## Leben
Silveira studierte Gitarre bei Lola Gonella de Ayestarán. An der Universidad de la República erwarb er den Bachelorgrad in spanischer Literatur und Komposition. Sein Kompositionsstudium setzte er bei Héctor Tosar fort. Er unterrichtete an Grund- und Sekundarschulen, am Instituto de Profesores Artigas und am  Instituto Normal und gab Workshops zu Harmonielehre, Kontrapunkt und Analyse an der Escuela Universitaria de Música der Universidad de la República. Außerdem war er Gründer und Leiter der Revista Musical Puente und der Kammermusikkgruppe Interpresen, die sich der zeitgenössischen Musik widmete, sowie Mitglied des Núcleo Música Nueva und der Sociedad Uruguaya de Música Contemporánea. Sein kompositorisches Werk umfasst sinfonische und Kammermusik sowie Lieder.